# 国際標準視聴覚番号
国際標準視聴覚番号（こくさいひょうじゅんしちょうかくばんごう、International Standard Audiovisual Number, ISAN）は、書籍に対するISBNと同様の一意な識別子で、視聴覚作品および関係する版に付けられる。ISO (国際標準化機構) TC46/SC9の作業部会で開発された。ISANはISAN-IAによって管理・運営されている。
ISAN規格（ISO規格 15706:2002およびISO 15706-2）は映像をさまざまな形式でエンコードし、追跡し、頒布する必要があるプロデューザー、スタジオ、放送局、インターネットメディアの提供者、テレビゲームの開発者に最適な視聴覚識別子として推奨もしくは要求されている。この規格はISANのシステムに登録された視聴覚作品と関係する版に、一意で、国際的に認知され、永続的な参照番号を提供する。
ISANは作品を計画から制作、流通、消費までのライフサイクル全体を通して識別する。おもな長所は世界共通であることの利点と長期間の安定性にある。
ISANは作品を一意に識別するために、ライセンス契約ばかりでなく映画の公開版、DVD、出版物、広告、マーケティング素材、パッケージのような電子的および物理的媒体の両方に組み込むことができる。
ISANの識別子はAACS, DCI, MPEG, DVB, およびATSCのような、多数の草案および最終規格に組み込まれている。

## 番号形式

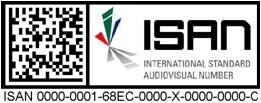
二次元バーコード付きのISANの例

ISANはルート、エピソードもしくは部、および版の3つの部分からなる96ビットの番号である。
ルートは中心作品に割り当てられる。ルート作品に関係する後続のフィルムの部やテレビのエピソードはルートが同じだが、異なる「エピソードや部」を構成できる。中心作品に関連する部やエピソードが存在しない場合は、エピソード部がゼロで埋められる。何らかの手段、たとえば、他言語への吹き替えを行ったり字幕を付けたりすることで改変された作品（およびそのエピソードや部）には異なる版を付けることができる。96ビットのISANは「000000018947000000000000」のように、24桁の16進数であらわされる。
しかし、人間が読むように印刷されたISANは常にISANラベルで始まり、番号をより扱いやすい数値のグループに分けるためハイフンで区切られ、転写ミスの判別を補助するために文字A–Zからなる2つのチェック文字を追加するため、実際には番号は「ISAN 0000-0001-8947-0000-8-0000-0000-D」のように表示される。
ISAN-IAはISANを二次元コードで96ピクセルの矩形に符号化するための推奨案も開発した。
ISANは一元的に登録され、永続的に割り当てられる参照番号である。ISANを参照する作品やコンテンツはISAN-IAが登録したメタデータの集合によって識別される。同じメタデータの集合へISANを重複して割り当てることを防ぐために、任命された登録機関とISAN-IAは連携して作業を行う。ISANメタデータの集合には題名（原題と副題）、キャスト（監督、俳優、プロデューサー、脚本家など）、作品の種類（映画、ドキュメンタリー、テレビシリーズや娯楽作品、スポーツ大会、テレビゲームなど）、継続期間、制作年および他の多数の作品に関連した欄が含まれる。このメタデータは予告編、抜粋、ビデオ、放送などの関係する版を含むすべての種類の視聴覚作品に適用される。
マイクロソフトのHCCB (High Capacity Color Barcode) にも使われる予定である。

## ISAN-IA
ISAN-IA（ISAN International Agency, 国際標準視聴覚資料番号機構）はスイスのジュネーヴに拠点を置く非営利団体である。ISAN規格を運用するために、AGICOA・CISAC・FIAPFによって2003年に設立された。
ISAN-IAの担当業務は以下のとおりである。
- ISANの集中管理機関の維持
- ISANのシステムの実装、運用、管理
- 全世界のISAN登録機関の認定と任命
- 登録機関の助けによる、ISAN規格のオーディオビジュアル業界への普及推進。